# Héctor Mayagoitia Domínguez
Héctor Uriel Mayagoitia Domínguez (Victoria de Durango, Durango; 7 de enero de 1923 - Ciudad de México, 4 de octubre de 2023) fue un químico parasitólogo, bacteriólogo y político mexicano, miembro del Partido Revolucionario Institucional. Se desempeñó como gobernador de Durango de 1974 a 1979 y como director del Instituto Politécnico Nacional.

## Biografía
Héctor Uriel Mayagoitia Domínguez fue Químico Bacteriólogo Parasitólogo egresado de la Escuela Nacional de Ciencias Biológicas del Instituto Politécnico Nacional. Ocupó diversos cargos en el mismo IPN y en la Secretaría de Educación Pública entre los que destacan Subsecretario de Educación Media, Técnica y Superior entre 1970 y 1974.
En 1973 fue postulado candidato a Gobernador de Durango, resultando electo y ocupando el cargo hasta 1979. Menos de un año antes de terminar su periodo como al frente del ejecutivo estatal, renunció al cargo al ser designado Director del Instituto Politécnico Nacional, cargo que ostentó hasta 1982. En 1983 fue nombrado director general del Consejo Nacional de Ciencia y Tecnología de México (CONACYT) y en 1988 fue elegido senador por Durango, puesto que ocupó hasta 1991.
- Datos: Q541031